# 尼庫勞斯·利奧波德·薩爾姆-薩爾姆
尼库劳斯·利奥波德·亨利·阿尔弗莱德·埃曼努埃尔·弗里德里希·安东尼乌斯（德語：Nikolaus Leopold Heinrich Alfred Emanuel Friedrich Antonius；1906年2月14日—1988年1月15日），出生于波茨坦，是亲王世子埃曼努埃爾·薩爾姆-薩爾姆的长子。頭銜為第十三代萨尔姆亲王，第八代萨尔姆-萨尔姆亲王，第八代萨尔姆-基尔堡亲王，荒地和莱茵伯爵，阿豪斯和博霍尔特亲王，霍格斯特拉滕公爵，安霍尔特伯爵，温施廷根和维尔特的领主。
1928年7月19日，尼库劳斯·利奥波德在慕尼黑与瑞德公主伊达结婚，有二子三女，二人于1948年离婚。
- 康斯坦萨·玛丽亚·特雷西亚·雅克比娅·卡斯帕拉（Konstanze Maria Theresia Jakobea Kaspara，1929年7月25日－1980年4月13日）；
- 阿尔弗雷德·弗朗茨·埃曼努埃尔·克里斯托弗鲁斯·布鲁诺·梅尔基奥尔（Alfred Franz Emanuel Christophorus Bruno Melchior，1930年10月16日－1945年3月21日）；
- 卡尔-菲利普·约瑟夫·佩特鲁斯·科莱施蒂努斯·巴尔塔萨（Carl-Philipp Joseph Petrus Cölestinus Balthasar，1933年5月19日－）；
- 安娜·胡贝塔·玛丽亚·阿方莎··卡斯帕拉（Anna Huberta Maria Alfonsa Kaspara，1935年8月2日－）；
- 玛格丽特·塞西莉亚·约翰娜·阿方莎·梅切尔拉（Margarethe Cecilia Johanna Alfonsa Melchiara，1935年8月2日－）；

1950年10月19日，在汉堡艾姆斯比特尔区与埃里诺尔·冯·齐策维茨结婚，有一子，1961年离婚。
- 路德维希-威廉·卡尔·埃曼努埃尔·尤尔格·尼古拉斯（Ludwig-Wilhelm Carl Emanuel Jörg Nikolaus，1953年4月15日－）；

1962年3月23日，在伯尔尼与玛丽亚·莫雷结婚，有一子，1972年离婚。
- 克里斯蒂安-尼库劳斯·卢修斯·皮耶罗·安格鲁斯（Christian-Nikolaus Lucius Piero Angelus，1964年8月25日－）。

1984年4月19日，在森奥尔登多夫与克里斯蒂安妮·考斯泰基结婚。